# Thomaston (Georgia)
Thomaston – miasto w Stanach Zjednoczonych, w stanie Georgia, siedziba administracyjna hrabstwa Upson. Według spisu w 2020 roku liczy 9816 mieszkańców. Leży 100 km na południe od centrum Atlanty.